# Adams Pearmain
'Adams Pearmain' est le nom d'un cultivar de pommier domestique.
Espèce
Classification APG III (2009)
Nom botanique : Malus domestica Borkh 'Adams Pearmain'.

## Synonymes
'Adam's Pearmain', 'Norfolk Pippin', 'Norfolk Russet', 'Matchless', 'Hanging Pearmain'.

## Origine
Elle serait née en 1826, en Angleterre.
Le pomologue allemand Dittrich, qui la décrivit en 1841, nous apprend que l'obtenteur, sir Robert Adams, l'appela d'abord Norfolk Pippin ; mais, plus tard, ce nom disparut sous celui du personnage auquel on doit un aussi précieux pommier.

## Description

### Arbre
Doué d'une vigueur convenable, il prospère bien en plein vent mais les formes buisson ou cordon lui seront toujours plus avantageuses. 

### Fruit

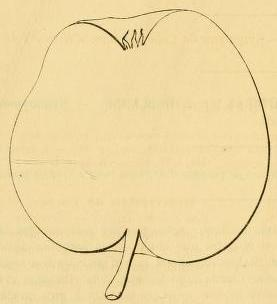
Forme du fruit.

#### Grosseur
Les fruits sont de grosseur moyenne mais parfois volumineuse.

#### Forme
Adams Pearmain est un fruit de forme conique-obtuse.

#### Pédoncule
Il est assez fin et assez grêle. Il est implanté dans un large évasement de profondeur variable.

#### Œil
L'œil est moyen et mi-clos, à cavité prononcée, de formation fort régulière et généralement plissée.

#### Peau
Elle est jaune verdâtre, quelque peu rugueuse du côté de l'ombre ; amplement lavée et striée de carmin terne du côté exposé au soleil, semée de très grands et nombreux points bruns sur le jaune, blanc-gris sur le rouge. Les pommes sont marbrées de roux-grisâtre (russeting) autour du pédoncule.

#### Chair
Elle est jaunâtre, fine, croquante.

#### Eau
Pomme très sucrée, acidulée possédant un parfum exquis rappelant celui de la violette.

#### Maturité
Elle est consommable de novembre à mars.
Les fruits de cette variété sont non seulement classés parmi les meilleurs à couteau, mais encore fort estimés pour donner au cidre de la délicatesse et de la transparence.

## Pollinisation
Cette variété est diploïde.
- Groupe de floraison :  B[2].
- S-génotype :  S1S3[3].